# Романьези, Джованни Антонио
Джованни Антонио Романьези (1690—1742) — французский актёр и писатель итальянского происхождения.
Играл в Comédie française и на сцене Театра итальянской комедии (Théâtre Italien). Избранные его сочинения изданы в Париже в 1774 г., в 28 томах. Из сочинений Романьези наиболее известны: «Les arlequins», «Les amusements à la mode», «Le Conte de fée»; в них рассеяно немало черт искреннего комизма и обнаруживается большое знание сценического искусства.